# Холсбур, Нор
Эленор (Нор) Венделине Холсбур (нидерл. Eleonoor (Noor) Wendeline Holsboer, 12 июля 1967, Энсхеде, Нидерланды) — нидерландская хоккеистка (хоккей на траве), защитник. Двукратный бронзовый призёр летних Олимпийских игр 1988 и 1996 годов, участница летних Олимпийских игр 1992 года, чемпионка мира 1990 года, двукратная чемпионка Европы 1987 и 1995 годов.

## Биография
Нор Холсбур родилась 12 июля 1967 года в нидерландском городе Энсхеде.
Играла в хоккей на траве за ХГК из Вассенара.
В 1988 году вошла в состав женской сборной Нидерландов по хоккею на траве на летних Олимпийских играх в Сеуле и завоевала бронзовую медаль. Играла на позиции защитника, провела 5 матчей, мячей не забивала.
В 1992 году вошла в состав женской сборной Нидерландов по хоккею на траве на летних Олимпийских играх в Барселоне, занявшей 6-е место. Играла на позиции защитника, провела 4 матча, мячей не забивала.
В 1996 году вошла в состав женской сборной Нидерландов по хоккею на траве на летних Олимпийских играх в Атланте и завоевала бронзовую медаль. Играла на позиции защитника, провела 8 матчей, мячей не забивала.
В 1990 году завоевала золотую медаль чемпионата мира в Сиднее.
Дважды выигрывала золотые медали чемпионата Европы — в 1987 году в Лондоне и в 1995 году в Амстелвене.
В 1987 году выиграла Трофей чемпионов, в 1993 году стала серебряным призёром.
В 1987—1997 годах провела за сборную Нидерландов 139 матчей, забила 1 мяч.